# Klasa okręgowa (grupa nowosądecka I)
Klasa okręgowa, grupa nowosądecka I – jedna z 8 grup klasy okręgowej na terenie województwa małopolskiego, która jest rozgrywkami siódmego poziomu ligowego piłki nożnej mężczyzn w Polsce, stanowiąca pośredni szczebel rozgrywkowy między V ligą a Klasą A. 
Zmagania w jej ramach toczą się cyklicznie systemem kołowym. Zwycięzcy grupy uzyskują awans do V ligi, gr. małopolskiej (wschód) zaś najsłabsze zespoły relegowane są do poszczególnych grup klasy A. Organizatorem rozgrywek jest Małopolski Związek Piłki Nożnej (Małopolski ZPN).

## Zwycięzcy i drużyny awansujące
| Sezon                                                                                   | Zwycięzca grupy         | Pozostałe drużyny awansujące                                                                                           | Źródło |
| --------------------------------------------------------------------------------------- | ----------------------- | --- | ------ |
| 2023/2024                                                                               | Gród Podegrodzie        | brak | [ 1 ]  |
| 2022/2023                                                                               | KS Biecz                | Sandecja II Nowy Sącz                                                                                                  | [ 2 ]  |
| 2021/2022                                                                               | Barciczanka Barcice     | Dunajec Nowy Sącz | [ 3 ]  |
| Od sezonu 2021/2022 drużyny awansują do V ligi, gr. małopolskiej (wschód)               |                         | |        |
| 2020/2021                                                                               | Kolejarz Stróże         | brak | [ 4 ]  |
| 2019/2020                                                                               | Skalnik Kamionka Wielka | brak | [ 5 ]  |
| 2018/2019                                                                               | Wierchy Rabka Zdrój     | Poprad Rytro | [ 6 ]  |
| 2017/2018                                                                               | Orkan Szczyrzyc         | LKS Szaflary | [ 7 ]  |
| 2016/2017                                                                               | Sandecja II Nowy Sącz   | Olimpia Pisarzowa | [ 8 ]  |
| 2015/2016                                                                               | Limanovia Limanowa      | Orkan Szczyrzyc | [ 9 ]  |
| 2014/2015                                                                               | KS Tymbark              | LKS Szaflary | [ 10 ] |
| 2013/2014                                                                               | Podhale Nowy Targ       | Poprad Rytro | [ 11 ] |
| 2012/2013                                                                               | Glinik Gorlice          | Turbacz Mszana Dolna                                                                                                   | [ 12 ] |
| 2011/2012                                                                               | KS Zakopane             | Poroniec Poronin | [ 13 ] |
| 2010/2011                                                                               | Ogniwo Piwniczna Zdrój  | brak | [ 14 ] |
| W sezonach 2010/2011-2020/2021 drużyny awansowały do IV ligi, gr. małopolskiej (wschód) |                         | |        |
| 2009/2010                                                                               | KS Tymbark              | Watra Białka Tatrzańska                                                                                                | [ 15 ] |
| 2008/2009                                                                               | Grybovia Grybów         | Łosoś Łososina Dolna                                                                                                   | [ 16 ] |
| 2007/2008                                                                               | Helena Nowy Sącz        | Gród Podegrodzie, LKS Uście Gorlickie, Olimpia Pisarzowa                                                               | [ 17 ] |
| 2006/2007                                                                               | Barciczanka Barcice     | Watra Białka Tatrzańska                                                                                                | [ 18 ] |
| 2005/2006                                                                               | Orkan Szczyrzyc         | LKS Jodłownik, Limanovia Limanowa, Biegoniczanka Nowy Sącz, Skalnik Kamionka Wielka, Grybovia Grybów, Gród Podegrodzie | [ 19 ] |
| W sezonach 2005/2006-2009/2010 drużyny awansowały do V ligi, gr. małopolskiej (wschód)  |                         | |        |
| 2004/2005                                                                               | Sandecja II Nowy Sącz   | brak | [ 20 ] |
| 2003/2004                                                                               | Łosoś Łososina Dolna    | brak | [ 21 ] |
| 2002/2003                                                                               | Kolejarz Stróże         | LKS Kobylanka | [ 22 ] |
| 2001/2002                                                                               | Wierchy Rabka Zdrój     | Orkan Szczyrzyc | [ 23 ] |
| 2000/2001                                                                               | Biegoniczanka Biegonice | Lubań Maniowy | [ 24 ] |
| 1999/2000                                                                               | Dunajec Nowy Sącz       | Poprad Muszyna, Huragan Waksmund                                                                                       | [ 25 ] |
| W sezonach 1999/2000-2004/2005 drużyny awansowały do IV ligi, gr. małopolskiej (wschód) |                         | |        |